# Jean Sahuquet
Jean Yves Marie Sahuquet (Nîmes, 18 novembre 1923 - Billère, 7 décembre 2006) est un évêque catholique français. Il a été évêque de Tarbes et Lourdes de 1988 à 1998.

## Biographie
Il fait des études secondaires à Albi puis des études de théologie et de philosophie à l'Institut catholique de Toulouse où il obtient une licence de théologie.
Il est ordonné prêtre pour le diocèse d'Albi le 29 juin 1948 et continue ses études à la Faculté des Lettres de Toulouse.
Il enseigne au petit séminaire d'Albi (à partir de 1952) et au collège Barral à Castres (à compter de 1958). Il devient aumônier de lycée, puis responsable diocésain des aumôneries de lycée et aumônier diocésain de l'Action catholique des milieux indépendants.
Devenu responsable régional de la formation permanente du clergé, il est nommé, le 16 décembre 1978, évêque auxiliaire de Bayonne et reçoit sa consécration épiscopale le 25 février 1979 en la cathédrale d'Albi.
Le 15 mai 1985, il devient évêque coadjuteur d'Henri Donze, évêque de Tarbes et Lourdes auquel il succède le 25 mars 1988.
Touché par la limite d'âge, il devient évêque émérite de Tarbes et Lourdes le 16 janvier 1998.
Décédé le 7 décembre 2006, ses obsèques sont célébrées le 11 décembre par son successeur Jacques Perrier en la cathédrale de Tarbes où il est inhumé.